# Templo romano de Izernore
El Templo Romano de Izernore es un complejo religioso galo-romano en ruinas, ubicado en la localidad de Izernore en el departamento de Ain en Francia. Está incluido en la lista de monumentos históricos de Francia de 1840.

## Historia

### Descubrimiento
Textos de principio del siglo VI mencionan la presencia de este monumento. Posteriormente, en 1650, 1706 y 1720 los restos visibles del templo fueron descritos por los eruditos locales Guichenon, Echenod y de Veyle. Se trata de tres columnas de mármol y la base de una cuarta. M. Riboud realizó las primeras excavaciones en 1784, constatando la existencia de dos templos sucesivos, el primero, de menores dimensiones, parece haber sido decorado con frescos pintados y haber tenido la forma de un edificio de una sola planta, rodeado por una columnata perimetral. El segundo edificio, el ahora visible, fue reconstruido sobre los cimientos del primero con mayores dimensiones y diferente planta: es un templo períptero sobre un podio, de orden corintio, que comprende una amplia escalera frontal en su parte oriental. Las tres columnas que quedan hoy son los restos de la columnata perimetral y están hechos de piedra gris. El suelo de la cela probablemente estaba hecho de opus tessellatum.
El sitio fue clasificado en 1840. En 1863, a petición del prefecto de Ain, las excavaciones se reanudaron y fueron financiadas con una suma de 3000 francos por el Estado y el Consejo General. En 1910, se construyó la valla de protección del sitio. La publicación moderna del edificio se llevó a cabo posteriormente bajo la dirección de Raymond Chevallier, con la ayuda del Grupo Arqueológico del Touring-Club de Francia, en un volumen titulado Cinco años de investigación arqueológica en Izernore (1968).

### Deidad
La tradición atribuye este templo a la deidad romana Mercurio, sobre la base de una inscripción votiva con su nombre descubierta en un lugar para su reutilización en la pared de un presbiterio vecino. Otros, por la toponimia de los lugares vecinos, mencionando un Campo de Marte, y sobre la base de una inscripción descubierta en una aldea cercana, ven allí un templo dedicado al dios de la guerra. Finalmente, el descubrimiento de un fragmento de una estatua de bronce identificada primero como el dedo de una mujer, fue motivo de debates sobre la posible identidad de la deidad venerada. Izernore fue brevemente, en el siglo XIX, un lugar hipotético para el sitio de la batalla de Alesia.

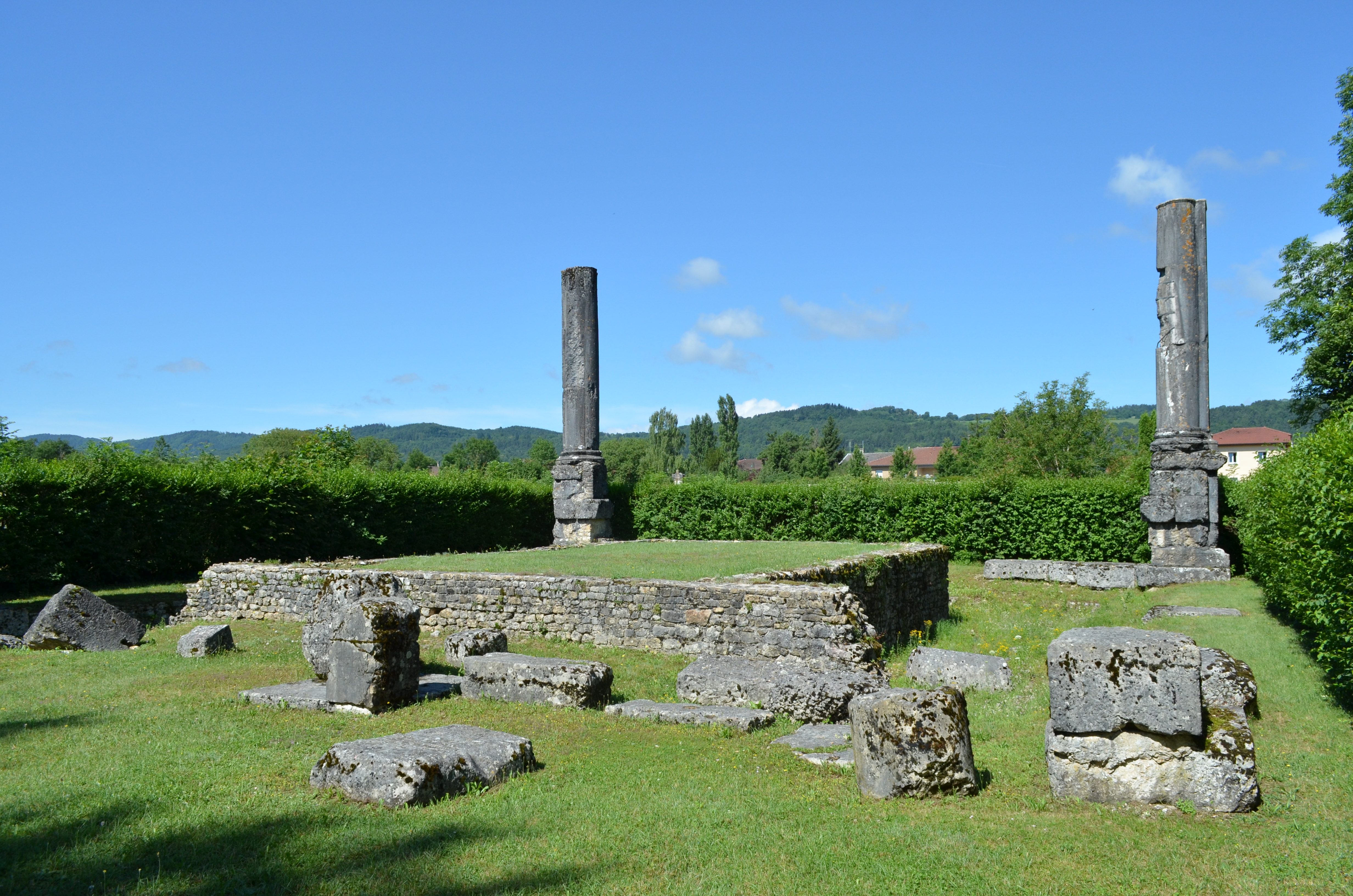
Ruinas galorromanas de Izernore
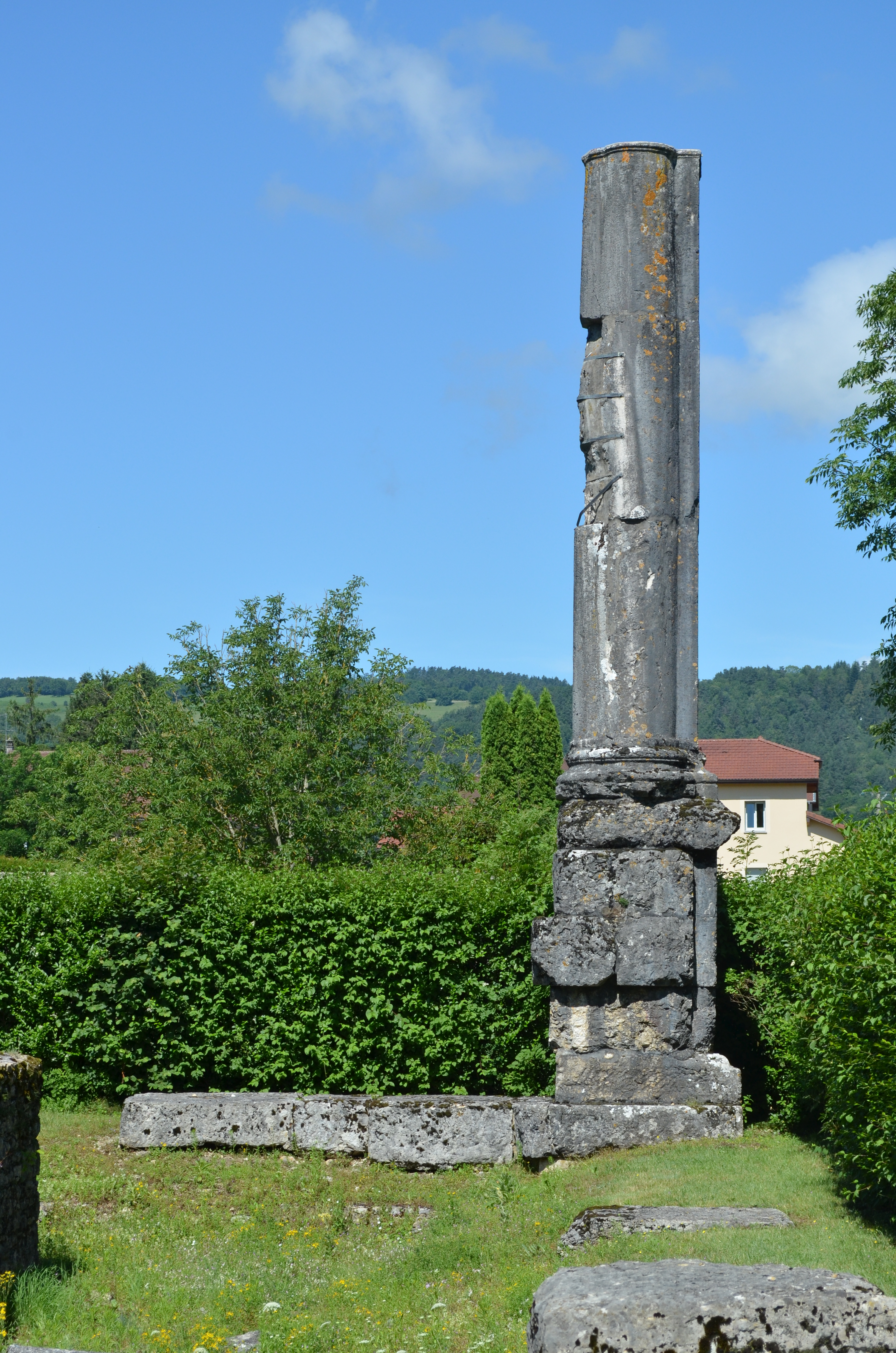
Columna galorromana

### Contexto de adoración adyacente
En las afueras del templo, las excavaciones revelaron una estrecha red de acueductos y alcantarillas, pero también una "cámara de recolección de agua subterránea", luego, en 1863, se descubrieron dos hipocaustos.
El templo es el único vestigio del pasado galorromano de Izernore. Se colocaron vallas protectoras alrededor del sitio para evitar saqueos y el colapso de las tres columnas restantes.